# Curia (Iglesia católica)
Una curia es un órgano oficial que gobierna una entidad dentro de la Iglesia católica. Estas curias van desde la curia diocesana, relativamente sencilla, hasta las curias patriarcales, más amplias, pasando por las curias de diversas iglesias católicas particulares o la curia romana, que es el gobierno central de la Iglesia católica. Otros organismos católicos, como los institutos religiosos, también pueden tener curias.
Estas curias descienden históricamente de las Curiae romanas, y conservan ese nombre aunque ahora tengan funciones muy diferentes. Cuando el Imperio romano se derrumbó, muchas de las funciones administrativas que antes realizaba el Estado fueron subsumidas por la única institución sólida que quedaba, que era la Iglesia. El obispo y la curia ocuparon el lugar de los oficiales del gobierno, a menudo hasta el punto de sentarse en la misma silla, en el mismo edificio. De esta forma, la curia pasó a manos religiosas, y después cambió de funciones muchas veces, pero siempre conservando su nombre tradicional, al menos en aquellas confesiones cristianas que mantienen una fuerte continuidad con la tradición apostólica.

## Curia diocesana
Cada diócesis y eparquía tiene una curia, formada por los principales funcionarios de la diócesis, que asisten al obispo diocesano en el gobierno de la iglesia particular.
Esta curia diocesana incluye desde el vicario general, que normalmente es también el moderador de la curia, a los vicarios episcopales, el canciller de la curia, los vicecancilleres y notarios, un responsable de finanzas y un consejo financiero. El obispo también puede añadir otros funcionarios de su elección.

## Curia patriarcal
Los patriarcados y arzobispados mayores de las Iglesias católicas orientales cuentan con una asamblea denominada curia patriarcal, que asiste al patriarca o arzobispo mayor en la administración de la Iglesia sui iuris. La curia patriarcal es distinta de la curia diocesana o eparquial de la diócesis o eparquía del patriarca o arzobispo mayor.
La curia patriarcal está formada por el sínodo permanente de la Iglesia, los obispos de la eparquía patriarcal, el canciller, el vicecanciller y los notarios, el responsable de las finanzas patriarcales, la comisión litúrgica patriarcal, otras comisiones patriarcales como la litúrgica y el tribunal patriarcal. Hasta tres obispos pueden ser elegidos específicamente para servir en la curia patriarcal.

## Curia romana
La unidad administrativa de la Santa Sede es la curia romana, que asiste al papa en el gobierno de la Iglesia católica. La curia romana incluye las secretarías, las congregaciones curiales, los consejos pontificios, los consejos pontificios, los tribunales y otros institutos.